# Škoda Sentinel
Škoda Sentinel byl parní nákladní automobil, vyráběný ve Škodových závodech v Plzni v letech 1925–1935. Jednalo se o vozy podle licence anglické firmy Sentinel Waggon Works. Konkurenci tvořily vozy vyráběné podle licence firmy Garrett pod názvem Adamov-Garrett v letech 1925–1927.
Ve spolupráci Sentinel Waggon Works a pravděpodobně české karosárny Hora byl postaven na platformě Sentinelu také jeden parní autobus, který byl rovněž označen jako Škoda Sentinel. K další výrobě těchto autobusů ale nedošlo. Škoda vyrobila na základě licence celkem 163 vozů různých verzí (nákladní vozy o nosnosti 4–5 tun, 5–6 tun a 6–7 tun a popelářské vozy), další vozy byly do Československa dovezeny (52 nákladních automobilů, 17 přívěsných vozů, 3 traktory a 1 autobus).
V Česku se nachází dva zrekonstruované valníky. První z nich se nachází v expozici Muzea starých strojů v Žamberku, druhý je ve sbírce Technického muzea v Brně. Jeden vůz je dochován také na Slovensku v Baníckém múzeu v Rožňavě.

## Popis konstrukce

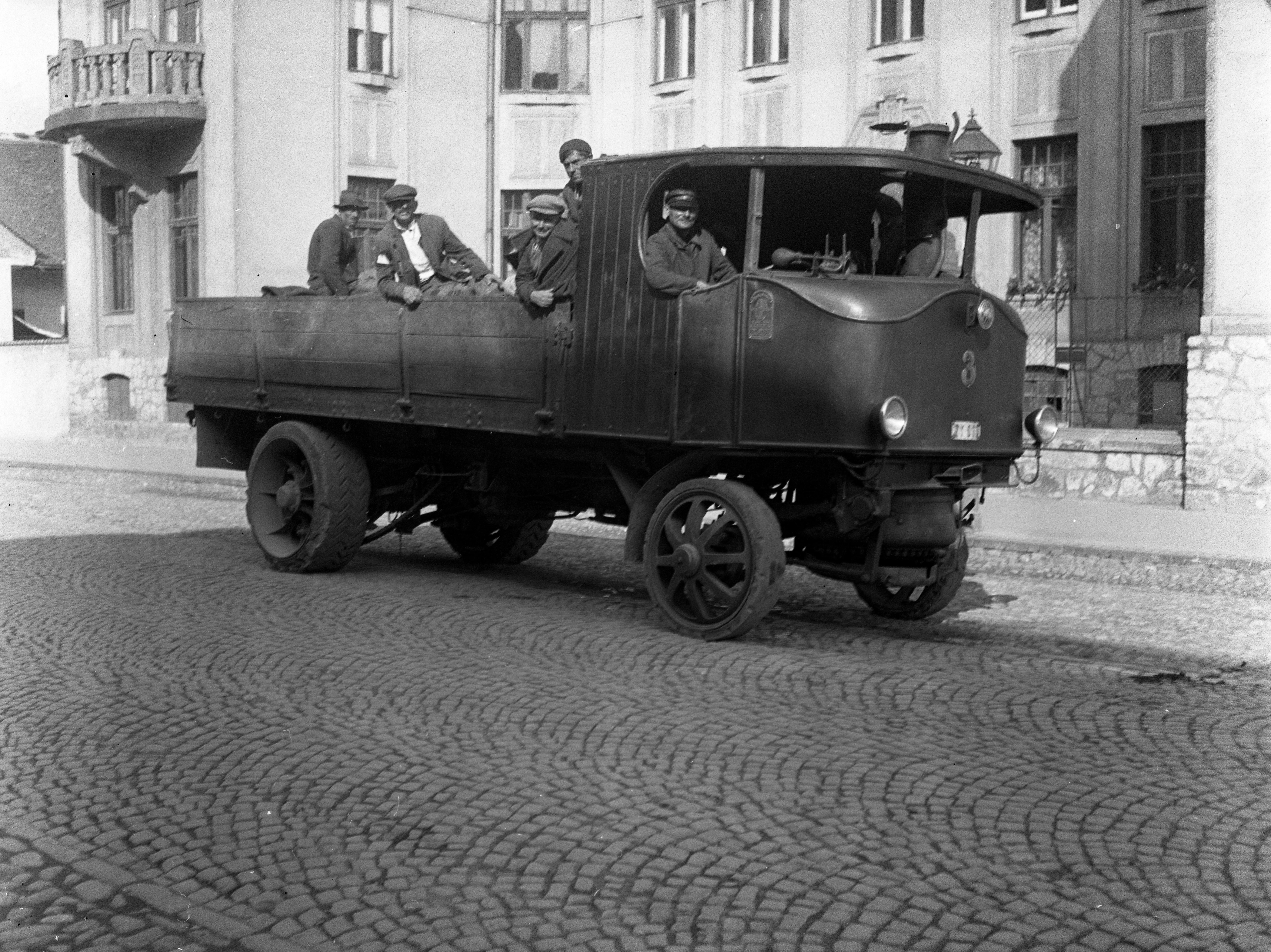
Sentinel v Košicích, 1939

Podle tehdejších norem šlo o konvenční stroj. Vůz byl vybaven stojatým parním kotlem a dvouválcovým parním strojem o výkonu 52 kW (70 HP), uloženým před zadní nápravou.
Vrtání bylo 170 mm a zdvih 230 mm. Při přetlaku páry 1,92 MPa (19 atmosfér) a 250 otáčkách za minutu poskytoval výkon 52 kW (70 HP). Kotel byl plamenco-trubkový stojatý. Umístěn byl v přední části rámu. Výhřevná plocha byla 5,06 m². Spaloval koks, uhlí, dřevěné uhlí, popřípadě i dřevo. Nejvhodnějším palivem byl koks.
Přenos hnací síly na zadní nápravu byl pomocí řetězů. Jimi byla poháněna zdvojená kola. Podvozek byl složen z dvou podélných nosníků tvaru U, které byly propojeny příčníky nýtováním a sešroubováním. V zadní části rámu byl uložen zásobník na 800 litrů vody. Kola byla ocelolitinová s gumovými obručemi, přední měla průměr 900 mm, zadní zdvojená 1050 mm. Později vyrobené vozy měly na obou nápravách kola se stejným průměrem. Směr jízdy byl ovládán volantem v kabině na pravé straně. Čelisťové brzdy, ruční i nožní, působily jen na zadní kola, vůz bylo ještě možno rychle zabrzdit tzv. reversací, tj. přehozením reversní páky a vpuštěním páry do stroje proti směru otáčení; to byla významná přednost proti tehdejším vozům se spalovacím motorem. Karosérie byla ze dřeva a oceli, v kabině byl přístup k zásobníku uhlí s kapacitou 500 kg. Užitečná hmotnost byla 5 tun. Akční rádius byl kolem 40 km při provozní rychlosti 15–25 km/hod.

## Provoz
Příprava na jízdu trvala kolem 30 minut a zahrnovala doplnění vody a paliva, zatopení pod kotlem a promazání. Kromě zmiňovaných brzdných vlastností k dalším přednostem vůči vozům se spalovacím motorem patřilo menší opotřebovávání pohyblivých součástek vyplývající z nižších provozních otáček parního pohonu, nižší spotřeba oleje a taktéž nižší provozní náklady. Ve válečných letech se jako výhodná projevila nezávislost na nedostatkovém benzínu (resp. naftě). Automobily Škoda Sentinel byly v provozu, např. v Praze, až do poloviny 50. let.